# إيبيكوي
إيبيكوي بلدية في ولاية باهيا في منطقة شمال شرق البرازيل.